# Анналы четырёх мастеров
Анна́лы четырёх мастеро́в (ирл. Annala na gCeithre Máistrí), Анналы королевства Ирландии (ирл. Annala Rioghachta Éireann) — хроники средневековой истории Ирландии, написанные на ирландском языке и датированные от 2242 года от сотворения мира, года потопа, до 1616 года нашей эры. Включают как ранние тексты, так и оригинальные; были собраны между 1632 и 1636 годами во францисканском монастыре в Донеголе.